# أورثي
بلدية أرش أو أورثي (بالإسبانية: Orce) هي بلدية تقع في مقاطعة غرناطة التابعة لمنطقة أندلوسيا جنوب إسبانيا.

## الديموغرافيا
بلغ عدد سكان بلدية أورثي 1.321 نسمة عام 2011 (وفقاً للمعهد الوطني الإسباني للإحصاء).
| 1.478 | 1.460 | 1.408 | 1.397 | 1.383 | 1.333 | 1.321 |